# Underworld (Symphony X)
Underworld è il nono album in studio del gruppo progressive metal statunitense Symphony X, pubblicato nel luglio 2015. L'album pur non essendo un concept album ma più un theme album, si ispira all'Inferno di Dante Alighieri, con citazioni sulla porta dell'Inferno, Minosse, vari gironi dell'Inferno, la città di Dite, e infine dopo la seconda metà dell'album, I Symphony X si ispirano al mito dell'Ade e in particolare al mito di Orfeo.

## Tracce
1. Overture (strumentale) – 2:13 (musica: Romeo)
2. Nevermore – 5:29 (testo: Lepond, Romeo – musica: Romeo)
3. Underworld – 5:48 (testo: Lepond, Romeo – musica: Pinella, Romeo)
4. Without You – 5:51 (Romeo)
5. Kiss of Fire – 5:09 (testo: Lepond, Romeo – musica: Romeo)
6. Charon – 6:06 (testo: Lepond, Romeo – musica: Lepond, Pinella, Romeo)
7. To Hell and Back – 9:23 (Romeo)
8. In My Darkest Hour – 4:22 (Romeo)
9. Run with the Devil – 5:38 (testo: Allen, Romeo – musica: Romeo)
10. Swan Song – 7:29 (testo: Lepond, Romeo – musica: Pinella, Romeo)
11. Legend – 6:29 (testo: Romeo – musica: Pinella, Romeo)

## Formazione

### Gruppo
- Jason Rullo – batteria
- Michael Lepond – basso, cori
- Michael Pinnella – tastiere, cori
- Michael Romeo – chitarra, cori
- Russell Allen – voce

### Produzione
- Michael Romeo – produzione, registrazione
- Jens Bogren – missaggio, mastering
- Danny Sanchez – fotografia
- Patrick Zahorodniuk – design
- Milena Zdravković – artwork
- Warren Flanagan – artwork